# Tour de Lombardie 2010
Le 104e Tour de Lombardie se déroule le samedi 16 octobre 2010. Il s'agit de la dernière épreuve du calendrier mondial UCI 2010. Le Belge Philippe Gilbert, vainqueur en 2009, s'y est imposé devant Michele Scarponi et Pablo Lastras.
Cependant Carlos Barredo, neuvième de l'épreuve, est disqualifié des courses auxquelles il a participé entre le 26 octobre 2007 et le 24 septembre 2011 à la suite d'anomalies dans son passeport biologique. De ce fait, tous les autres coureurs classés jusqu'à la vingt-et-unième place se voit également gagner un rang. La place de vingt-et-unième restant vacante.

## Présentation

### Parcours
Le final a été durci, avec l'introduction de la montée de Sormano (9,5 km à 6,6 %),,.

### Équipes
25 équipes sont présentes :
- équipes ProTour : AG2R La Mondiale, Astana, Caisse d'Épargne, Euskaltel-Euskadi, FDJ, Garmin-Transitions, Lampre-Farnese Vini, Liquigas-Doimo, Omega Pharma-Lotto, Quick Step, Rabobank, Sky, HTC-Columbia, Katusha, Milram, RadioShack, Saxo Bank
- équipes continentales professionnelles : Acqua & Sapone, Androni Giocattoli, BMC Racing, CarmioOro-NGC, Cervélo TestTeam, Cofidis, Colnago-CSF Inox, ISD-Neri

### Favoris
Philippe Gilbert (Omega Pharma-Lotto), vainqueur en 2009, est considéré comme le principal favori. Les autres sont Cadel Evans, Michele Scarponi, Samuel Sánchez, Alexandr Kolobnev, Janez Brajkovič, Vincenzo Nibali, Giovanni Visconti, Andy Schleck, Daniel Martin,,.

## Récit de la course
L'épreuve se dispute dans le froid, la pluie et le brouillard. Sur 199 coureurs ayant pris le départ, seuls 34 parviennent à franchir la ligne à Côme. Une telle sélection sur une grande classique n'avait pas été vue depuis le Championnat de Zurich 2005.
Le Français Tony Gallopin (Cofidis) s'échappe dès le km 15. Il est suivi par Gianluca Mirenda, Diego Caccia (ISD-Neri), Mauro Da Dalto (Lampre-Farnese Vini), Kjell Carlström (Sky) et Michael Albasini (HTC-Columbia). L'avance maximale des hommes de tête est de 8 minutes 46 secondes, avant que le peloton ne stabilise l'écart, puis que les Omega Pharma-Lotto enclenchent la poursuite.
Le Colle di Balisio marque le début des hostilités. Au sommet (km 161), les échappés, qui ont perdu Gallopin et Miranda, n'ont plus que 4 minutes 30 secondes d'avance. Dès les premières pentes du Madonna del Ghisallo, Da Dalto lâche. Puis Carlström fait de même. Alors que le peloton, où les Saxo Bank viennent prêter main-forte aux Omega Pharma-Lotto, se rapproche considérablement, les premières attaques ont lieu, mais seul Vladimir Gusev (Katusha) parvient à s'extirper du peloton. Il reprend les coureurs échappés et se retrouve alors à une minute du duo de tête. Giovanni Visconti (ISD-Neri) et Ángel Madrazo (Caisse d'Épargne) secouent le groupe de favoris, et se lancent à la poursuite du coureur du Katusha. Juste avant le sommet, Albasini s'échappe.
Dans la descente, un regroupement s'opère. Derrière Albasini, on trouve un quatuor composé de Caccia, Visconti, Gusev et Madrazo. Dans la Colma di Sormano, Gusev, Visconti et Madrazo se retrouvent seuls en tête, une trentaine de secondes devant un peloton amoindri et toujours mené par les Omega Pharma-Lotto. Puis Madrazo lâche, tandis que Bauke Mollema (Rabobank) sort du peloton. Celui-ci rejoint puis dépose le duo de tête. Haimar Zubeldia (RadioShack) tente de revenir, mais n'arrive pas à faire descendre l'écart en dessous des 20 secondes. Finalement, son offensive fait long feu, et c'est le groupe d'une quinzaine de coureurs formé sous l'impulsion de Vincenzo Nibali (Liquigas-Doimo) qui représente le plus gros danger pour Mollema. Au sommet, l'écart n'est que de 20 secondes.
Dans la descente, quelques coureurs reviennent dans le groupe des favoris. Mollema peine et est repris. Nibali, bien que très bon descendeur, chute. Il prend place dans un groupe de poursuivants, en compagnie de Carlos Barredo (Quick Step), Mikel Nieve, Samuel Sánchez (Euskaltel-Euskadi), Jakob Fuglsang (Saxo Bank), Rigoberto Urán (Caisse d'Épargne) et Bauke Mollema. Philippe Gilbert (Omega Pharma-Lotto) est alors seul en tête, 5 secondes devant Michele Scarponi (Androni Giocattoli), 25 devant Pablo Lastras (Caisse d'Épargne) et 40 devant le groupe Nibali. Scarponi rejoint Gilbert à 16 km de l'arrivée. Le duo collabore efficacement et compte 1 minute d'avance sur le groupe Nibali désorganisé. À quelques hectomètres du sommet du San Fermo della Battaglia (3 km à 7 % de moyenne), Gilbert place une attaque foudroyante et lâche Scarponi.
Philippe Gilbert, auteur d'une très bonne ultime descente, s'impose 12 secondes devant Michele Scarponi et 55 secondes devant Pablo Lastras, réalisant pour la deuxième année consécutive le doublé Piémont-Lombardie,.

## Classement final
|    | Coureur            | Pays     | Équipe             |    | Temps           |
| -- | ------------------ | -------- | ------------------ | -- | --------------- |
| 1  | Philippe Gilbert   | Belgique | Omega Pharma-Lotto | en | 6 h 46 min 32 s |
| 2  | Michele Scarponi   | Italie   | Androni Giocattoli | +  | 12 s            |
| 3  | Pablo Lastras      | Espagne  | Caisse d'Épargne   |    | 55 s            |
| 4  | Jakob Fuglsang     | Danemark | Saxo Bank          |    | 1 min 08 s      |
| 5  | Vincenzo Nibali    | Italie   | Liquigas-Doimo     |    | 1 min 08 s      |
| 6  | Samuel Sánchez     | Espagne  | Euskaltel-Euskadi  |    | 1 min 12 s      |
| 7  | Mikel Nieve        | Espagne  | Euskaltel-Euskadi  |    | 2 min 07 s      |
| 8  | Mauro Santambrogio | Italie   | BMC Racing         |    | 3 min 01 s      |
| -  | Carlos Barredo     | Espagne  | Quick Step         |    | 3 min 25 s      |
| 9  | Giampaolo Caruso   | Italie   | Katusha            |    | 3 min 50 s      |
| 10 | Vladimir Gusev     | Russie   | Katusha            |    | 4 min 24 s      |